# Clasificación de Strunz

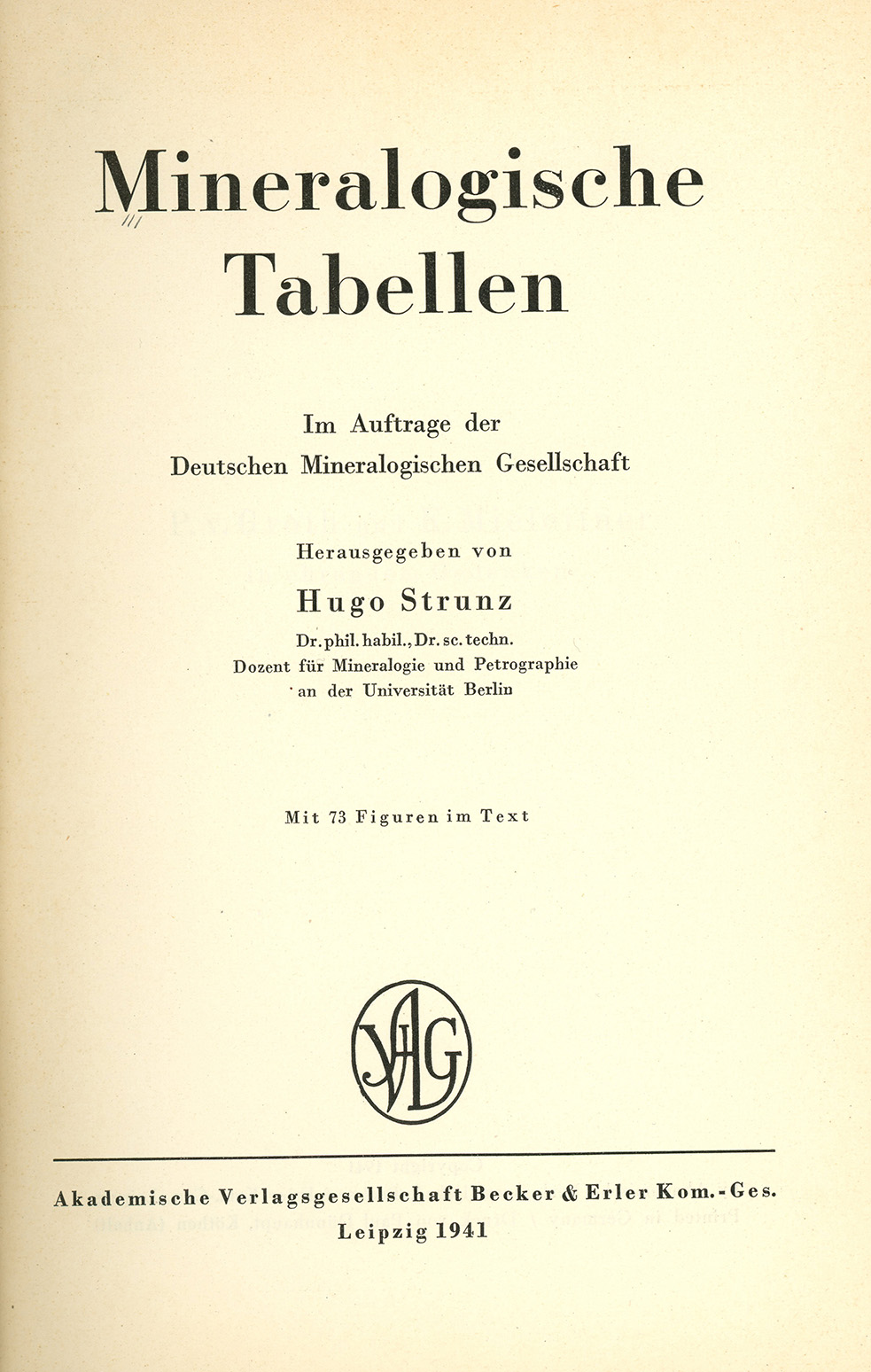
Portada de la primera edición de la clasificación de Strunz, publicada en 1941

La clasificación de Strunz es un sistema de clasificación, usado universalmente en mineralogía que se basa en la composición química de los minerales. Fue creada en 1938 por el minerólogo alemán Karl Hugo Strunz y ajustada posteriormente en 2004 por la International Mineralogical Association (IMA). Como conservador del museo de minerales de la Friedrich-Wilhelms-Universität (denominada actualmente Humboldt-Universität zu Berlin, en castellano, Universidad Humboldt de Berlín), Strunz se dedicó a ordenar la colección geológica del mismo en función de las propiedades químicas y cristalográficas de los ejemplares. Sus tablas mineralógicas, publicadas por primera vez en 1941, han sufrido diversas modificaciones a lo largo del tiempo, siendo publicada la novena edición en 2001.

## Clasificación hasta la 8.ª edición
El sistema clásico y que aún aparece en muchos libros de mineralogía divide los minerales en nueve clases, que a su vez se dividen nuevamente en varias divisiones, familias y grupos, de acuerdo con la composición química y la estructura cristalina de los ejemplares. Las nueve clases principales son:
- I. Elementos nativos
- II. Sulfuros y sulfosales
- III. Halogenuros
- IV. Óxidos e hidróxidos
- V. Nitratos, carbonatos
- VI. Sulfatos, cromatos, molibdatos y wolframatos
- VII. Fosfatos, arseniatos y vanadatos
- VIII. Silicatos - Son los que conforman el grupo más abundante en la corteza terrestre (con un 95%)
- IX. Sustancias orgánicas

## Clasificación en la 10.ª edición
La clasificación establecida actualmente es algo distinta, dividiendo los minerales en diez clases siguientes:
- 01 - Minerales elementos:
  - 01.A - Metales y Aleaciones de metales
  - 01.B - Carburos metálicos, siliciuros, nitruros y fosfuros
  - 01.C - Metaloides y no metales
  - 01.D - Carburos y nitruros no metálicos

- 02 - Minerales sulfuros y sulfosales:
  - 02.A - Aleaciones con metaloides
  - 02.B - Sulfuros con metal, M:S > 1:1 (principalmente 2:1)
  - 02.C - Sulfuros con metal, M:S = 1:1 (y similar)
  - 02.D - Sulfuros con metal, M:S = 3:4 y 2:3
  - 02.E - Sulfuros con metal, M:S ≤ 1:2
  - 02.F - Sulfuros de arsénico, álcalis, sulfuros con haluros, óxidos, hidróxido, H2O
  - 02.G - Sulfosales del arquetipo SnS
  - 02.H - Sulfosales del arquetipo PbS
  - 02.I - Sulfarsenatos, Sulfantimonatos
  - 02.J - Sulfosales no clasificadas
  - 02.K - Oxisulfosales

- 03 - Minerales haluros:
  - 03.A - Haluros simples, sin H2O
  - 03.B - Haluros simples, con H2O
  - 03.C - Haluros complejos
  - 03.D - Oxihaluros, hidroxihaluros y haluros con doble enlace

- 04 - Minerales óxidos e hidróxidos:
  - 04.A - Metal:Oxígeno = 2.1 y 1:1
  - 04.B - Metal:Oxígeno = 3:4 y similar
  - 04.C - Metal:Oxígeno = 2:3, 3:5, y Similar
  - 04.D - Metal:Oxígeno = 1:2 y similar
  - 04.E - Metal:Oxígeno = < 1:2
  - 04.F - Hidróxidos (sin V ni U)
  - 04.G - Hidróxidos de uranilo
  - 04.H - V[5+,6+] Vanadatos
  - 04.J - Arsenitos, Antimonitos, Bismutitos, Sulfitos
  - 04.K - Yodatos

- 05 - Minerales carbonatos y nitratos:
  - 05.A - Carbonatos sin aniones adicionales, sin H2O
  - 05.B - Carbonatos con aniones adicionales, sin H2O
  - 05.C - Carbonatos sin aniones adicionales, con H2O
  - 05.D - Carbonatos con aniones adicionales, con H2O
  - 05.E - Carbonatos de uranilo
  - 05.N - Nitratos

- 06 - Minerales boratos:
  - 06.A - Monoboratos
  - 06.B - Diboratos
  - 06.C - Triboratos
  - 06.D - Tetraboratos
  - 06.E - Pentaboratos
  - 06.F - Hexaboratos
  - 06.G - Heptaboratos y otros megaboratos
  - 06.H - Boratos no clasificados

- 07 - Minerales sulfatos:
  - 07.A - Sulfatos (selenatos, etc.) sin aniones adicionales, sin H2O
  - 07.B - Sulfatos (selenatos, etc.) con aniones adicionales, sin H2O
  - 07.C - Sulfatos (selenatos, etc.) sin aniones adicionales, con H2O
  - 07.D - Sulfatos (selenatos, etc.) con aniones adicionales, con H2O
  - 07.E - Sulfatos de uranilo
  - 07.F - Cromatos
  - 07.G - Molibdatos, wolframatos y niobatos
  - 07.H - Uranio y molibdatos y wolframatos de uranilo
  - 07.J - Tiosulfatos

- 08 - Minerales fosfatos:
  - 08.A - Fosfatos, etc. sin aniones adicionales, sin H2O
  - 08.B - Fosfatos, etc. con aniones adicionales, sin H2O
  - 08.C - Fosfatos sin aniones adicionales, con H2O
  - 08.D - Fosfatos, etc
  - 08.E - Fosfatos y arseniatos de uranilo
  - 08.F - Polifosfatos, poliarseniatos, [4]-Polivanadatos

- 09 - Minerales silicatos:
  - 09.A - Nesosilicatos
  - 09.B - Sorosilicatos
  - 09.C - Ciclosilicatos
  - 09.D - Inosilicatos
  - 09.E - Filosilicatos
  - 09.F - Tectosilicatos sin zeolita H2O
  - 09.G - Tektosilicatos con zeolita H2O
  - 09.H - Silicatos no clasificados
  - 09.J - Germanatos

- 10 - Compuestos orgánicos:
  - 10.A - Sales de ácidos orgánicos
  - 10.B - Hidrocarburos
  - 10.C - Miscelánea de minerales orgánicos